# ستروژنیتسه
ستروژنیتسه (به لاتین: Stružnice) یک منطقهٔ مسکونی در جمهوری چک است که در ناحیه تشسکا لیپا واقع شده است.